# Контекстуальні синоніми
Контекстуальні синоніми — слова та вирази, які позначають предмет, вживаючись при цьому в невластивому для них або, інакше кажучи, непрямому, переносному значенні. Наприклад: лис, змія, лев (стосовно людини), голова (стосовно розумових здібностей людини), слова «високий» і «багатий» коли говориться про урожай. і т. д. 
«Контекстуальні синоніми, — як вказує І. Білодід, — творяться в процесі індивідуального акту мовлення в тому разі, коли мовцеві не вистачає наявних у мові або відомих йому синонімів для передачі тієї чи іншої думки з необхідними для цього змістовими і стильовими та оцінними нюансами; причиною появи контекстуальних синонімів може бути також неможливість з якихось причин — соціальних, побутових, естетичних — назвати якусь реалію її прямою, незавуальованою назвою».
Слово, що використовується в невластивому для нього — переносному — значенні, традиційно позначається також терміном «троп»(грец. τρόποζ — зворот мовлення).
Спроможність слова, властивого й узвичаєного для позначення певного предмета, позначати й інші предмети, виступаючи при цьому в ролі контекстуальних синонімів, тропів, до властивих даним предметам слів, пов'язана з явищем так званої полісемії, тобто здатності слова потенційно утримувати, крім основного, лексичного (або ще: первинного, прямого, предметного), ще й побічні (або ще: вторинні, непрямі, додаткові) значення, наявність яких може виявити себе в конкретному мовленнєвому контексті. 
 «Слово, внаслідок своєї багатозначності, містить поряд з основним значенням ще декілька смислових відтінків, вторинних значень. Це ті уявлювані ознаки явища, які в нашій свідомості з ним зв'язані, хоча ми й звертаємо увагу, головним чином, на його основну ознаку.
| Мовознавство | Це незавершена стаття з мовознавства. Ви можете допомогти проєкту, виправивши або дописавши її. |